# MAN Lion’s Classic
MAN Lion’s Classic — семейство городских автобусов, выпускаемых компанией MAN с 2000 года.

## Технические характеристики[1]
Все модификации Lion’s Classic оснащены шестицилиндровым рядным четырёхтактным дизельным двигателем MAN D0826LOH15, рабочим объёмом 6,871 л, с турбонаддувом. Степень сжатия — 18. Двигатель расположен в задней части автобуса. Максимальная мощность 162 кВт при частоте вращения коленчатого вала 2400 об/мин−1. Максимальный крутящий момент 820 Н·м при частоте вращения коленчатого вала 1500 об/мин−1.
Двигатель оборудован ТНВД «Bosch» и его форсунками. Для снижения уровня шума применены воздушные фильтры с низким уровнем шума.
Обычно на большинстве стандартных автобусов установлен один глушитель Eberspatcher, (MAN 81.15101.0291), хотя была предусмотрена возможность дополнительной установки нейтрализатора Degussa, DS530.

## Трансмиссии
Все версии MAN Lion’s Classic двухосные с приводом на заднюю ось. Автобусы могли оснащаться как механической, так и автоматической гидромеханической трансмиссией.
- На вариантах с механической трансмиссией применены сухое однодисковое сцепление Fichtel&Sashs MFZ400 и шестиступенчатая механическая коробка передач ZFS 6-85.
- На вариантах с гидромеханической трансмиссией была предусмотрена возможность установки четырёхступенчатых ZF4HP500, пятиступенчатых ZF5HP500, или трёхступенчатых автоматических коробок передач VoithD851.3 или VoithD854.3.

|           | Передаточные отношения: |          |          |              |              |
| Передачи: | ZFS6-85                 | ZF4HP500 | ZF5HP500 | Voith D851.3 | Voith D854.3 |
| І         | 6,75                    | 3,43     | 3,43     | 6,10         | 6,10         |
| ІІ        | 3,87                    | 2,02     | 2,01     | 1,43         | 1,43         |
| ІІІ       | 2,36                    | 1,42     | 1,42     | 1,00         | 1,00         |
| ІV        | 1,47                    | 1,00     | 1,00     | -            | -            |
| V         | 1,00                    | -        | 0,83     | -            | -            |
| VI        | 0,83                    | -        | -        | -            | -            |
| R         | 6,21                    | 4,84     | 4,84     | 5,20         | 5,20         |

## Шины
- Размер 295/80 R22.5 или 11.00 R20.
- Индекс несущей способности 152/146.
- Категория скорости L.

## Подвеска
Подвеска передней и задней осей пневматическая, зависимая, с автоматическими регуляторами уровня пола и гидравлическими телескопическими амортизаторами на обеих осях.

## Тормозные системы

### Рабочая
Тормозные механизмы передней и задней осей — барабанные, оборудованы механизмами компенсации зазоров между тормозными колодками и барабанами в процессе износа накладок с автоматическим регулированием.
Привод — пневматический, двухконтурный, с разделением контуров по осям, оборудован антиблокировочной системой.

### Запасная
Функции запасной тормозной системы могут выполнять любой из независимых контуров рабочей тормозной системы. Вместе с ней возможно применение стояночной тормозной системы.

### Стояночная
Стояночная тормозная система приводит в действие тормозные механизмы колёс задней оси с помощью пружинных энергоаккумуляторов, которые приводятся в действие при помощи пневматического привода.

### Вспомогательная
В зависимости от типа трансмиссии:
- У автобусов с механической трансмиссией — моторный тормоз с пневматическим приводом.
- У автобусов с гидромеханической трансмиссией — встроенный гидравлический замедлитель.

## Дополнительное оборудование
На автобусах MAN Lion’s Classic предусмотрена возможность установки ASR.

## Салон
Автобусы MAN Lion’s Classic производились в различных модификациях. Автобусы производства «Man Kamyon Ve Otobus San AS» производились в трёх модификациях с разным количеством пассажирских сидений — 20, 24, 28 и с одним местом водителя. Общая пассажировместимость всех модификаций составляет 121 пассажир.
Различные версии Lion’s Classic оснащались двумя или тремя сдвоенными служебными выходами и водительской перегородкой. В версии автобуса с двадцатью пассажирскими сиденьями место водителя изолировано от пассажирского салона, при этом водитель имеет «личный выход» через переднюю дверь автобуса.